# Сила Василь Іванович
Сила Василь (* 1904, Слов'янськ — 1972, Харків) — український вчений в галузі фармакології . По закінченні Харківського Мед. Інституту (1930) працював у ньому до 1953, пізніше завідувач кафедри фармакології Харківського Фармацевтичного Інституту, з 1963 — проф. Бл. 40 друкованих праць про вивчення механізму дії ліків.